# Essential Mix

Essential Mix est une émission de radio hebdomadaire de BBC Radio 1 diffusant tous les styles de Dance. Eddie Gordon, producteur de l'émission entre 1993, sa naissance, et 2001, est à l'origine de l'idée. L'animateur, Pete Tong, est le même depuis le début et fut par ailleurs le premier artiste à jouer pour l'émission le 30 octobre 1993. L'émission est diffusée chaque semaine dans la nuit du vendredi au samedi entre 4 et 6 heures du matin (heure britannique).